# لو سوار دالجيري
لو سوار دالجيري (بالفرنسية: Le Soir d'Algérie)‏ وتعني مساء الجزائر و هي صحيفة يومية جزائرية تصدر باللغة الفرنسية.

## وصلات خارجية
- الموقع الرسمي لجريدة لو سوار دالجيري